# Holmsjön (Åre socken, Jämtland)
Holmsjön är en sjö i Åre kommun i Jämtland och ingår i Indalsälvens huvudavrinningsområde. Sjön har en area på 0,676 kvadratkilometer och ligger 754,3 meter över havet. Sjön avvattnas av vattendraget Rölan.

## Delavrinningsområde
Holmsjön ingår i det delavrinningsområde (704670-132269) som SMHI kallar för Ovan 704685-132512. Medelhöjden är 751 meter över havet och ytan är 6,15 kvadratkilometer. Det finns inga avrinningsområden uppströms utan avrinningsområdet är högsta punkten. Rölan som avvattnar avrinningsområdet har biflödesordning 4, vilket innebär att vattnet flödar genom totalt 4 vattendrag innan det når havet efter 370 kilometer. Avrinningsområdet består mestadels av skog (12 procent) och kalfjäll (69 procent). Avrinningsområdet har 0,68 kvadratkilometer vattenytor vilket ger det en sjöprocent på 11 procent.